# Jože Cvelbar
Jože Cvelbar, slovenski pesnik in slikar, * 8. februar 1895, Dolnja Prekopa, † 11. julij 1916, Monte Cucca, Italija.
Rodil se je očetu Jožefu in materi Tereziji (rojena Bajec). Cvelbar je med letoma 1907 in 1908 ter 1914 in 1915 obiskoval novomeško gimnazijo. Leta 1915 se je začel usposabljati v šoli za častnike, v začetku leta 1916 pa je bil poslan na fronto na Kras in od tam na Tirolsko. 9. julija 1916 je bil v bojih hudo ranjen, 11. julija 1916 pa je na brigadni sanitetni postaji na Monte Cucca v Tirolskih Alpah umrl za posledicami ran.
Že kot dijak je svoje pesmi in slike objavljal v dijaškem rokopisnem listu Izpod Gorjancev. Pesmi je objavljal pod psevdonimom Jože Gorjančev, ilustracije pa s kraticama svojega pravega imena. Objavljal je tudi pod psevdonimoma Dolenjčev Cene in Cvetko Gorjančev. Njegova prva pesem z naslovom Zimska je izšla v dijaškem listu Zora. Pesmi in črtice je objavljal tudi v revijah Zvonček, Vrtec, Angelček, Domači prijatelj, Dom in svet. Zapustil je veliko število risb in slik. Večje število njegovih pesmi in odlomkov iz dnevnika je bilo objavljenih v listih in revijah: Vrtec, Trije labodje, Naprej, Odmevi, Modra ptica, Mladika. Leta 1938 je France Koblar izdal Cvelbarjevo Izbrano delo.